# Hysterocrates robustus
Hysterocrates robustus là một loài nhện thuộc chi Hysterocrates trong họ Theraphosidae. Chúng được Mary Agard Pocock miêu tả năm 1899.

## Phân loài
- Hysterocrates robustus sulcifer, Strand, 1908